# Porta de Elvira
A Porta de Elvira (em castelhano: Puerta de Elvira), também conhecida como Arco de Elvira era a principal entrada da cidade de Granada, Espanha, durante o período muçulmano,  quando era chamada Bib Elbeira. O seu nome deve-se a Medina Elvira, a capital regional até início do século XI, quando os zíridas mudaram a capital do seu reino recém-criado para Granada, então chamada Medina Garnata.
A porta foi construída no século XI pelos reis zíridas, integrada na muralha que a unia pelo leste à Porta Monaita e por sudoeste com a Porta do Sulfeto de Antimónio (Babe Alcuble), conhecida popularmente por Arco das Tinajillas (arco das jarrinhas). Sofreu várias transformações ao longo da sua história, a maior delas durante o reinado do sultão nacérida Iúçufe I. Nessa época foi transformada numa fortaleza autónoma com quatro torres, três barbacãs e duas portas além da exterior. EM 1612 as barbacãs foram demolidas, pavimentou-se o terreiro que precedia a porta e construíram-se doze casas encostadas à muralha, as quais chegaram aos nossos dias praticamente sem alterações. Durante a ocupação francesa foram destruídas várias portas chapeadas a ferro e demolidas partes das muralhas. Em 1879 foi derrubada a Porta do Ferro (Puerta del Hierro; Babe Alhadide), também chamada Porta da Encosta (Puerta de la Cuesta; Babe Alacaba), que tinha sido adicionada no século XIV para ligar a almedina ao Albaicín.
Atualmente conservam-se o arco exterior da época nacérida, flanqueado por duas torres de taipa, rematado por ameias, e o estribo do lado norte, formado por três altos arcos de ladrilho que sustentam o adarve correspondente. O arco em ferradura, semelhante ao da Porta da Justiça e Porta da Rambla, é composto lajes de arenito que formam aduelas , uma arquivolta do mesmo tipo e jambas chanfradas de pedra.
Ao longo do século XX a porta foi objeto de diversas obras de restauro e consolidação. Está classificada como Bem de Interesse Cultural desde 1896.